# Калмыцкий научный центр РАН
Калмыцкий научный центр РАН (КалмНЦ РАН) — научно-исследовательский центр Российской академии наук, занимающийся калмыковедением. Институт находится в Элисте по адресу; ул. Илишкина, 8.

## История
Создан 31 мая 1941 года решением Совета народных комиссаров Калмыцкой АССР как Калмыцкий научно-исследовательский институт языка, литературы и истории. Первым директором института до 1943 года был заслуженный деятель науки Калмыцкой АССР Иван Кузнецович Илишкин. Исследованием в это время в институте занимались профессор Б. К. Пашков, кандидаты филологических наук Ц. Д. Номинханов и И. К. Илишкин.
В 1943 году деятельность института была прекращена в связи с депортацией калмыков и упразднения Калмыцкой АССР. В 1957 году деятельность института была возобновлена.
В послевоенное время в Калмыцком НИИ языка, литературы и истории работали калмыцкие учёные Церен-Дорджи Номинханов, Дорджи Павлов, Урубжур Эрдниев, Анатолий Кичиков.
В 1988 году НИИ был включён в состав Академии наук СССР (сейчас — Российская академия наук). С 2016 года носит название Калмыцкий научный центр Российской академии наук.

## Названия
- 1941—1943, 1957—1978: Калмыцкий научно-исследовательский институт языка, литературы и истории (КНИИЯЛИ)
- 1978—1988: Калмыцкий научно-исследовательский институт истории, филологии и экономики (КНИИИФЭ)
- 1988—1991: Калмыцкий институт общественных наук АН СССР (КИОН АН СССР)
- 1991—1999: Калмыцкий институт общественных наук РАН (КИОН РАН)
- 1999—2016: Калмыцкий институт гуманитарных исследований РАН (КИГИ РАН)
- 2016—н. в.: Калмыцкий научный центр РАН (КалмНЦ РАН)

## Устройство
Научный центр состоит из отделов:
- отдел истории;
- отдел военной истории;
- отдел истории и культуры Центральной Азии;
- отдел археологии и антропологии;
- отдел литературы и фольклора;
- отдел письменных памятников;
- отдел языкознания;
- лаборатория социально-политических исследований;
- лаборатория экологических исследований;
- лаборатория генетических исследований;
- отдел документационного обеспечения;
- научная библиотека;
- научный архив;
- музей КалмНЦ РАН

Институт издаёт журналы «Oriental studies", "Монголоведение" (оба индексируются в международной базе цитирования Scopus и входят в Перечень ВАК и "Белый список"), "Бюллетень Калмыцкого научного центра РАН" (входит в Перечень ВАК и "Белый список"),  является соучредителем журнала "Новый филологический вестник" (индексируется в международной базе цитирования Web of Science), cthbb rybu? ранее издавал также научные серии "Вестник института", «Учёные записки», «Этнографические вести», «Филологические вести».

## Известные сотрудники
- Илишкин Иван Кузнецович (1908—1983) — доктор филологических наук, первый директор КНИИЯЛИ
- Пашков, Борис Клементьевич (1891—1970) — директор с 1957 по 1959 гг., заслуженный деятель науки РСФСР.Номинханов, Церен-Дорджи (8 сентября 1898 — 1967) —  доктор филологических наук, ученый секретарь КНИИЯЛИ (1943), зам. директора по научной работе, зав. отделом языкознания  (1960-1967)
- Максимов, Константин Николаевич — заведующий сектором истории с 1999 г., заслуженный деятель науки РФ, доктор исторических наук, профессор.
- Кичиков, Анатолий Шалхакович (1921—1998) — заведующий Секции Джангароведения (1966—1991), лауреат Государственной премии Калмыкии имени О. И. Городовикова.
- Орехов, Иван Иванович — заместитель директора с 1965 по 1975 гг.
- Алексеева, Прасковья Эрдниевна (1924—2020) —  главный библиограф научной библиотеки, Почетный гражданин Республики Калмыкия, заслуженный работник культуры Калмыцкой АССР
- Цуцкин, Евгений Васильевич (1948—2014) — кандидат географических наук, заведующий сектором археологии с 1980 по 1999 гг.